# Survival (album de Bob Marley and the Wailers)
Pour les articles homonymes, voir Survival.
 (juin 2010).
Si vous disposez d'ouvrages ou d'articles de référence ou si vous connaissez des sites web de qualité traitant du thème abordé ici, merci de compléter l'article en donnant les références utiles à sa vérifiabilité et en les liant à la section « Notes et références ».
Albums de Bob Marley and the Wailers
Babylon By Bus
(1978) Uprising
(1980)
Survival est le septième album de groupe de reggae Bob Marley and the Wailers (cinquième album studio). Il est sorti le 2 octobre 1979 sur le label Island/Tuff Gong et a été produit par le groupe et Alex Sadkin.

## Genèse de l'album
À la fin de l'année 1978, Bob Marley accomplit son rêve : il partit en Éthiopie, une nation particulièrement importante pour les rastafaristes, grâce à son ami Alan Cole, qui était devenu entraîneur de l'équipe de football d'Ethiopian Airlines. Ce voyage le bouleversa. À son retour en Jamaïque, il décida de réaliser un album entièrement tourné vers l'Afrique, qui s'intitulerait Black Survival. Plus tard, il préféra changer ce nom en Survival, de peur d'être mal compris par son public blanc.
L'album fut enregistré et mixé au tout nouveau Tuff Gong Studio, à Kingston. C'était un véritable retour aux sources après Exodus et Kaya, enregistrés à Londres. C'était aussi le premier album qui ne contenait que des chansons nouvelles (les précédents possédaient tous au moins une nouvelle version d'un vieux morceau des Wailers). Pour Bob, Survival était la première partie d'une trilogie encore plus militante que jamais.
Durant l'enregistrement, Bob était fatigué et déprimé. Cela le rendait irritable et l'ambiance fut tendue. Un nouveau producteur, Alex Sadkin, fut engagé par Chris Blackwell. Celui-ci souhaitait un son plus précis et travaillé. La seule demande de Bob fut que l'album sonne comme du Stevie Wonder.

## Une tournée mondiale
Le Survival Tour fut la plus longue tournée des Wailers. Pour la première fois, ils donnèrent des concerts au Japon et en Océanie. Mais pour la première fois aussi, aucun concert n'eut lieu en Europe. La tournée fut majoritairement américaine.
Survival est souvent considéré comme l'album le plus abouti de Bob Marley, mais aussi le plus engagé. Il montre la vision panafricaine et solidaire de Bob. La chanson Zimbabwe devint l'hymne des rebelles de Rhodésie du Sud. C'est ainsi que les Wailers furent invités à se produire lors de la cérémonie d'indépendance du Zimbabwe les 18 et 19 avril 1980. En Afrique du Sud, l'album fut censuré officieusement, puisqu'il fut mis en vente mais partiellement rayé au couteau.

## Pochette
Sur la pochette, le nom de l'album apparaît en blanc par-dessus le plan d'un navire négrier. Il est entouré de 49 drapeaux, dont voici la liste :
- première ligne : Kenya, Angola, Côte d'Ivoire, Éthiopie, Tchad, Égypte, Ghana ;
- deuxième ligne : Sénégal, Sierra Leone, Cameroun, Tunisie, Niger, Nigeria, Guinée ;
- troisième ligne : Gambie, Somalie, Haute-Volta (aujourd'hui Burkina Faso), Zaïre (aujourd'hui République démocratique du Congo), Guinée-Bissau, Liberia, Swaziland (aujourd'hui Eswatini);
- quatrième ligne : Madagascar, Togo, Mozambique, Centrafrique, Zimbabwe (ZAPU), Seychelles, Zambie ;
- cinquième ligne : Lesotho, Ouganda, Algérie, Mali, Soudan, Botswana, Maroc ;
- sixième ligne : République populaire du Congo (aujourd'hui Republique du Congo), Tanzanie (à l’envers), Burundi, Zimbabwe (ZANU), Maurice, Mauritanie, Gabon ;
- septième ligne : Bénin, Guinée équatoriale, Papouasie-Nouvelle-Guinée, Malawi, Sao Tomé-et-Principe, Djibouti, Rwanda.

Parmi tous ces drapeaux, un seul n'est pas africain : celui de la Papouasie-Nouvelle-Guinée. Le Zimbabwe est représenté par deux drapeaux, celui des deux partis du front patriotique. De plus, quatre pays africains sont omis : le Cap-Vert, les Comores, la Libye et l'Afrique du Sud (la Namibie était à l'époque colonisée par l'Afrique du Sud et ne possédait pas de drapeau).

## Liste des titres
- Tous les titres sont signés par Bob Marley sauf indication.

Face 1
1. So Much Trouble In The World - 4:00
2. Zimbabwe - 3:51
3. Top Rankin -  3:10
4. Babylon System - 4:21
5. Survival - 3:53

Face B
1. Africa Unite - 2:54
2. One Drop - 3:51
3. Ride Natty Ride - 3:50
4. Ambush In The Night - 3:12
5. Wake Up And Live (Bob Marley, Anthony Davis) - 4:58

She Used To Call Me Dada, Babylon Feel Dis One ainsi qu'un morceau instrumental (intitulé tout simplement Instrumental), tous enregistrés pendant les sessions de Survival, ne figurent pas dans l'album.

## Musiciens
Bob Marley and the Wailers
- Bob Marley: chant, guitare acoustique et électrique, percussions
- I Threes (Rita Marley, Judy Mowatt, Marcia Griffiths): chœurs
- Aston Barrett: basse, guitare rythmique, claviers, percussions
- Carlton Barrett: batterie, percussions
- Junior Marvin: guitare, chœurs
- Al Anderson: guitare lead
- Tyrone Downie, Earl Lindo: claviers et chœurs

Musiciens additionnels
- Val Douglas: basse sur Wake Up And Live
- Carlton Davis: batterie sur Africa Unite,
- Mikey Richards batterie sur Wake Up And Live
- Lee Jaffe: harmonica
- Dean Fraser: Saxophone alto et ténor
- Headly Bennett: Saxophone alto -
- Donald Robinson, Melba Liston, Luther François: trombone
- Junior Chin, Jackie Willacy, Micky Hanson: trompette
- Alvin Patterson: percussions sur Babylon System

NB : La batterie est jouée par Carlton "Santa" Davis sur le titre Ride Natty Ride

## Charts et certifications
| Pays                       | Durée du classement | Meilleur classement |
| -------------------------- | ------------------- | ------------------- |
| Allemagne (Album Top 100)  | 23 semaines         | 40e                 |
| Canada (RPM Albums Charts) | 7 semaines          | 75e                 |
| États-Unis (Billboard 200) | 14 semaines         | 70e                 |
| États-Unis (R&B Albums)    | —                   | 32e                 |
| (SNEP)                     | 25 semaines         | 12e                 |
| (FIMI)                     | —                   | 9e                  |
| (VG-lista)                 | 10 semaines         | 10e                 |
| (RIANZ)                    | 12 semaines         | 14e                 |
| (MegaCharts)               | 3 semaines          | 25e                 |
| (UK Albums Chart)          | 6 semaines          | 20e                 |
| (Sverigetopplistan)        | 3 semaines          | 17e                 |

| Pays        | Certification | Ventes    | Date       |
| ----------- | ------------- | --------- | ---------- |
| Canada      | Or            | 50 000 +  | 01/12/1982 |
| France      | Platine       | 300 000 + | 1995       |
| Royaume-Uni | Argent        | 60 000 +  | 22/07/2013 |

Charts singles
| Année | Single                         | Chart            | Durée du classement | Position |
| ----- | ------------------------------ | ---------------- | ------------------- | -------- |
| 1979  | "So Much Trouble In the World" | Top 100          | 9 semaines          | 54e      |
| 1979  | "So Much Trouble In the World" | UK Singles Chart | 4 semaines          | 56e      |
| 1980  | "Zimbabwe"                     | Top 100          | 7 semaines          | 48e      |
| 1980  | "Survival"                     | Top 100          | 6 semaines          | 62e      |
| 2005  | "Africa Unite"                 | UK Singles Chart | 1 semaine           | 49e      |